# جنون (فیلم ۱۹۷۸)
جنون (به هندی: Junoon) فیلمی محصول سال ۱۹۷۸ و به کارگردانی شیام بنگال است. در این فیلم بازیگرانی همچون شاشی کاپور، شبانه اعظمی، جنیفر کندال، نصیرالدین شاه، نفیسه علی، کولبوشان کارباندا، سانجانا کاپور، کاران کاپور، سوشما ست، دیپیتی نوال ایفای نقش کرده‌اند.